# Semiothisa subalbataria
Semiothisa subalbataria là một loài bướm đêm trong họ Geometridae.